# Quinto Elio Peto
Quinto Elio Peto (en latín Quintus Aelius P. F. Q. N. Paetus) fue un magistrado romano, al parecer hijo del cónsul del año 201 a. C. Publio Elio Peto y nieto del pontífice Quinto Elio Peto. 

## Carrera política
En 174 a. C. fue escogido augur en el lugar de su padre.
En 167 a. C. fue cónsul junto con Marco Junio Penno y obtuvo la Galia Cisalpina como provincia mientras su colega obtenía la región de Pisae. Ninguno de los dos cónsules hizo nada de importancia fuera de devastar el territorio de los ligures y regresaron a Roma.
Este es el Elio que está relacionado con los hechos relatados por Valerio Máximo y Plinio el Viejo, a quien los etolios enviaron en su consulado magníficos presentes de platos de plata, ya que en una antigua embajada lo habían encontrado comiendo en vajillas de barro, pero Elio rehusó aceptar los regalos. Valerio le llama Q. Aelius Tubero Catus, y Plinio Catus Aelius; ambos parecen haberlo confundido con otra persona del mismo nombre, y Plinio comete el error de llamarlo además yerno de Lucio Emilio Paulo, el conquistador de Macedonia.